# Bahnhof Metzingen (Württ)
Der Bahnhof Metzingen (Württ) ist ein Trennungsbahnhof, an dem die Ermstalbahn nach Bad Urach von der Bahnstrecke Plochingen–Immendingen abzweigt. Pro Jahr werden 2,6 Millionen Fahrgäste am Bahnhof gezählt (Stand: 2016).

## Geschichte

### Planung und Bau
Beim Bau der Strecke Plochingen–Immendingen sahen die Königlich Württembergischen Staats-Eisenbahnen für Metzingen bereits die Funktion als Trennungsbahnhof vor. Die Stadtverwaltung bat die Staatsbahn um einen Bahnhof westlich der Erms. Doch wegen eines besseren Neigungswinkels und um die projektierte Strecke Richtung Urach leichter anschließen zu können, verlegte sie die Gleise östlich der Stadt.

### Staatsbahnzeit
Am 20. September 1859 eröffnete die Staatsbahn den Abschnitt Plochingen–Reutlingen. Das Empfangsgebäude, in dem zu Beginn auch die Post untergebracht war, ist erhalten geblieben. Die Strecke nach Urach zweigte ab dem 27. Dezember 1873 ab. Anfangs betrieb die private Ermsthalbahn-Gesellschaft die Strecke, womit Metzingen zum Gemeinschaftsbahnhof wurde, bis die Staatsbahn zum 1. April 1904 auch die Ermstalbahn übernahm. Seit dem 31. August 1907 gelangten die Reisenden über einen Eisensteg zum Mittelbahnsteig.
Am 8. November 1912 beklagte sich der Gemeinderat über das Empfangsgebäude, dessen Größe ihrer Meinung nach nicht mehr ausreiche. Defizite gab es vor allem bei der Gepäck- und der Güterverladung. Zu dieser Zeit ist noch immer die Wichtigkeit der Landwirtschaft in Metzingen erkennbar. Hauptsächlich verluden Bauern Obst, Gemüse, Wein, Rinder, Schweine und Schnittholz. Aber auch Leder- und Eisenwaren wurden hier verschickt.

### Reichsbahnzeit
Am 1. Oktober 1934 begann zwischen Plochingen und Tübingen der elektrische Betrieb. 1938 beschleunigte die Deutsche Reichsbahn auf diesem Abschnitt den Güterverkehr. Dies beinhaltete den Verzicht auf lange Aufenthalte der Güterzüge in Metzingen. Die Betriebsstelle erhielt für das Zusammenstellen von Güterzügen eine Kleinlokomotive. Die Deutsche Reichsbahn errichtete für sie einen hölzernen Schuppen am Durchlass der Reichsstraße 28 (heutige Ulmer Straße). Spöttisch erhielt er von der Metzinger Bevölkerung die Bezeichnung  Südbahnhof. Die ortsansässigen Nazis wetterten gegen das Bauwerk. Im Nationalsozialistischen Mitteilungsblatt erschien der Artikel Metzingen wehrt sich gegen Bausünden. In diesem forderten sie den Abriss, der aber ausblieb.

### Bundesbahnzeit
1959 hielten und durchfuhren täglich 130 Züge Metzingen. 112 auf der Strecke Plochingen–Tübingen und 18 nach Urach. Davon waren 92 Reisezüge und 24 Güterzüge. Dazu kamen noch 14 sonstige Zugfahrten, wie Dienst- und Leerfahrten. Die hohe Frequenz erforderte einen Ausbau des Bahnhofsgebäudes, der 1960 erfolgte. Der alte Güterschuppen südlich des Empfangsgebäudes musste 1962 weichen. Die Deutsche Bundesbahn ersetzte ihn 1972.
In den darauf folgenden Jahren ging der Zugverkehr durch den steigenden Individualverkehr zurück. Am 27. Mai 1976 gab die Deutsche Bundesbahn den Personenverkehr auf der Ermstalbahn auf. Im Mai 1982 ersetzte eine Unterführung den Eisensteg aus dem Jahr 1907. Im darauf folgenden Jahr entfernte man ihn. Zum 1. Januar 1988 endete der Stückgutverkehr in Metzingen. Der nicht mehr benötigte Schuppen für die Kleinlokomotive wurde abgerissen.

### Zeit der Deutschen Bahn AG
Am 1. August 1999 wurde der planmäßige Schienenpersonennahverkehr auf der Ermstalbahn wieder aufgenommen. Die ungenutzte Güterhalle wurde im Juni 2011 abgerissen, um einen Bauplatz für ein Geschäftshaus und Parkplätze zu schaffen.
Die Deutsche Bahn plante 2016, eine Reihe von Weichen im Bahnhof zurück- bzw. umzubauen sowie ein Gleis abzubauen, was in der Folge auch umgesetzt wurde.
Im Zuge einer Gleissanierung wurde ein höhengleicher Übergang (Karrenüberweg) zum Bahnsteig der Gleise 2 und 3 zurückgebaut. Damit ist der Bahnsteig nicht mehr barrierefrei erreichbar. Die Vorplanung für eine barrierefreie Erschließung wurde 2016 begonnen. Ein Aufzug hätte aufgrund der geringen Bahnsteigbreite nur provisorisch und nicht vor 2019 errichtet werden können. Eine Verbreitung des Bahnsteigs hätte eine umfassende Umgestaltung der Gleisanlagen zur Folge, die nahezu 10 Millionen Euro kosten sollte. Der Umbau sollte in den Jahren 2021 bis 2023 [veraltet] erfolgen. Der symbolische Baubeginn wurde schließlich am 27. Januar 2022 gefeiert. Das 10,5-Millionen-Euro-Projekt sollte nunmehr 2024 abgeschlossen werden. Am 18. Juli 2023 begann die Erhöhung des Bahnsteigs am Gleis 1 auf 76 cm. Die Maßnahmen an den Bahnsteigen der Gleise 1 bis 3 waren im Frühjahr 2025 abgeschlossen, der Außenbahnsteig am Gleis 4 soll bis Ende 2025 folgen. Die Kosten liegen inzwischen bei rund 14,5 Millionen Euro.

## Empfangsgebäude

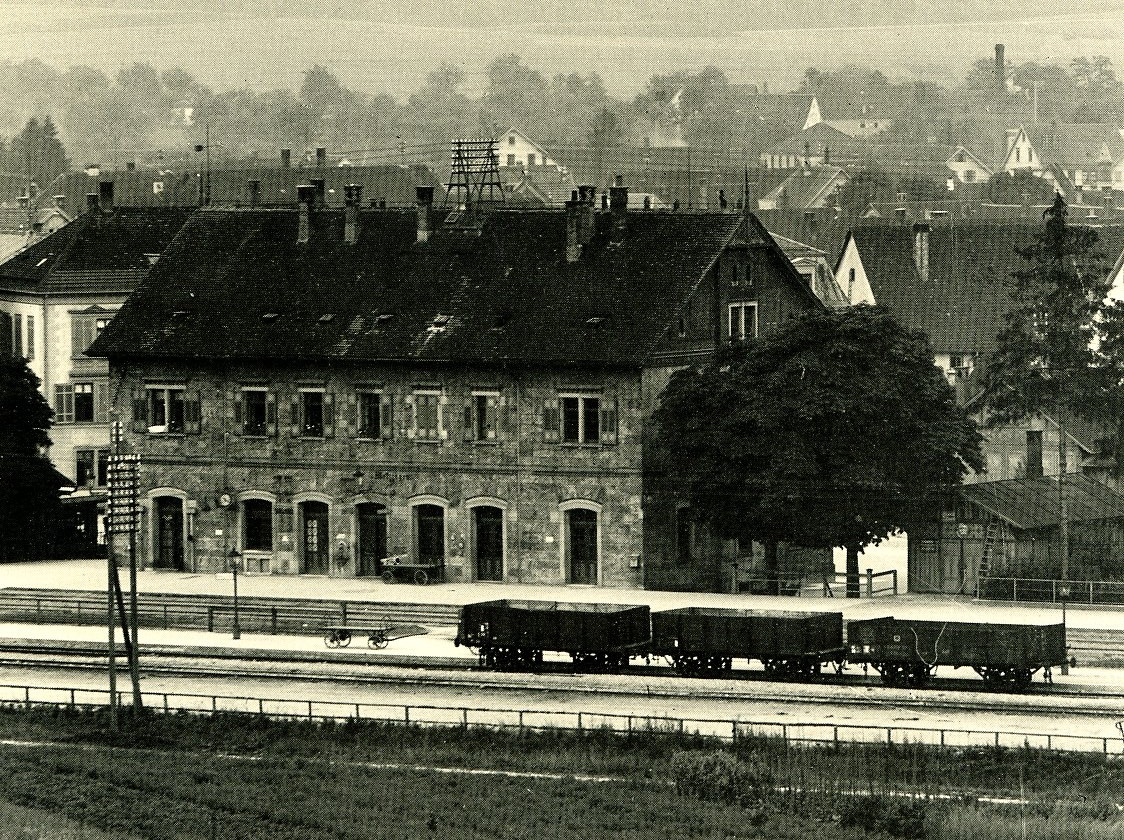
Bahnhof Metzingen 1906

Das Empfangsgebäude ist ein zweistöckiges Bauwerk mit Satteldach. Die Fenster und Türen im Erdgeschoss unterscheiden sich von den Fenstern im Obergeschoss durch Rundbogen. Die Außenmauern im Erd- und Obergeschoss bestehen aus hellem Sandstein. Die Fassade des Dachstocks ist mit hellroten Backsteinen verklinkert. Auch bei den Gesimsen finden sich Backsteinelemente.
Der ursprüngliche Hauptbau misst eine Länge von 25,78 Metern und eine Breite von 14,32 Metern. Die schlanke Schalterhalle des Gebäudes war zu Beginn offen. Erst 1888 ließ die Staatsbahn Türen einbauen.
Im Erdgeschoss befanden sich Warteräume für die 2. und 3. Klasse, sowie Diensträume für die Bahn und die Post. Das Obergeschoss bot für Bedienstetenwohnungen Platz.
Am 1. März 1889 erhielt Metzingen in der Post einen Telefonanschluss. 1893 verließ die Post das Empfangsgebäude und bezog das ebenfalls erhaltene Postgebäude nördlich des Empfangsgebäudes.
1960 vergrößerte die Deutsche Bundesbahn das Gebäude. Der nördliche einstöckige Anbau beherbergt seitdem eine Gastwirtschaft. Außerdem wurden erstmals Toiletten innerhalb des Gebäudes installiert. Er ist 18 Meter lang und 12,49 Meter breit. Der 15,5 Meter lange und 14,32 Meter breite einstöckige Anbau nach Süden hin war für die Gepäck- und Expressgutabfertigung bestimmt.

## Betrieb
Der Bahnhof verfügt über drei Bahnsteiggleise. Auf Gleis 1, dem Hausbahnsteig, halten die Züge Richtung Reutlingen, auf Gleis 2 die Züge Richtung Nürtingen. Auf Gleis 3 fahren die Züge von und nach Bad Urach. Der Bahnhof gehört bei der Deutschen Bahn der Preisklasse 4 an und wird wie folgt bedient:

### Fernverkehr
Seit dem Fahrplanwechsel Ende 2023 verkehrt täglich ein IC-Zugpaar nach Dresden.
| Linie | Verlauf | Frequenz                           | Betreiber      |
| ----- | --- | ---------------------------------- | -------------- |
| IC 55 | Tübingen – Reutlingen – Metzingen (Württ) – Nürtingen – Plochingen – Stuttgart – Vaihingen (Enz) – Heidelberg – Mannheim – Mainz – Koblenz – Bonn – Köln – Solingen – Wuppertal – Hagen – Dortmund – Hamm (Westfalen) – Bielefeld – Herford – Bad Oeynhausen – Minden (Westfalen) – Hannover – Braunschweig – Magdeburg – Halle (Saale) – Leipzig/Halle Flughafen – Leipzig – Riesa – Dresden-Neustadt – Dresden | ein Zugpaar täglich (IC 2047/2048) | DB Fernverkehr |

### Regionalverkehr
| Linie  | Verlauf | Frequenz        | Betreiber          |
| ------ | --- | --------------- | ------------------ |
| MEX 12 | Tübingen – Reutlingen – Metzingen (Württ) – Bempflingen – Nürtingen – Oberboihingen – Wendlingen (Neckar) – Plochingen – Esslingen (Neckar) – Stuttgart-Bad Cannstatt – Stuttgart – Heilbronn (– Mosbach-Neckarelz) | 60 Minuten      | DB Regio Stuttgart |
| MEX 18 | Tübingen – Reutlingen – Metzingen (Württ) – Nürtingen – Wendlingen (Neckar) – Plochingen – Esslingen (Neckar) – Stuttgart-Bad Cannstatt – Stuttgart – Heilbronn – Möckmühl – Osterburken                            | 60 Minuten      | DB Regio Stuttgart |
| RB 63  | Tübingen – Reutlingen – Metzingen (Württ) – Bad Urach | 60-Minuten-Takt | DB Regio           |

(Stand Dez. 2022)
Der Bahnhof wird von einem Relaisstellwerk der Bauform MC L84 gesteuert. Im Empfangsgebäude befindet sich dessen Stelltisch.